# Francesc Galí i Duffour
Francesc Galí i Duffour (Barcelona, Barcelonès, 1918 - Sant Cugat del Vallès -segons altres fonts, Terrassa-, Vallès Occidental, 21 de gener de 2006) va ser un crític d'art i escriptor català.
Fill de Pau Galí i Guix i d'Assumpció Duffour i Comas, col·laborà amb ressenyes i crítiques als diaris Mundo Diario, La Estafeta Literaria, El Correo Catalán i també a Ràdio Estel. Al voltant dels anys 70 va obrir un taller de serigrafia al carrer Bailèn de Barcelona, on entrà en contacte amb nombrosos artistes del moment. A més, durant disset anys col·laborarà al programa Paraula i pensament de Ràdio 4. El 1978 es va incorporar al jurat de la 13a edició dels premis d'art Vila de Palamós. Des de l'any 1986 va col·laborar estretament amb la Sala Rusiñol on va ser l'autor de nou volums de la col·lecció 'Temporada…' El 1983 fundà i dirigí la revista Gal Art. Contribuí a la creació de l'Associació Catalana de Crítics d'Art, de la qual fou nomenat membre honorífic. Fou també membre de l'Associació Internacional de Crítics d'Art. Donà a l'ajuntament de Palamós la seva col·lecció privada de pintura i escultura, amb obres de Ramon Aguilar i Moré, Montserrat Gudiol, José Royo i Emília Xargay, entre altres artistes, que constituí el Llegat Galí, del qual ell mateix fou conservador. Com a literat intervingué en el premi Juan Boscán i fou conseller de l'Instituto de Cultura Hispánica. Propietari d'una impremta, el 1951 inicià la revista i col·lecció catalana Atzavara, de la qual va ser fundador i editor. Se'n van publicar un total de 28 volums. Com a poeta ha publicat El ruiseñor y el alba (1943), Tannkas del somni (1952), Atzavara (1953), Oración por la paz (1953), Poemes (1957) i Carta a Gerta (2003). La seva poesia respon a un delicat postsimbolisme. Va obtenir el Premi Ciutat de Barcelona en la modalitat de poesia el 1964 amb el poema «És de vegades que gira sobre la punta del peu».
L'any 1990 va fer una donació dun centenar d'obres a l'ajuntament de Palamós, xifra que s'incrementà fins a duplicar-la i que conformen l'anomenat «Llegat Francesc Galí», embrió d'un museu esdevenidor.